# Стари надгробни споменици у Накучанима
Стари надгробни споменици у Накучанима (Општина Горњи Милановац) представљају мање споменичке целине на локалним гробљима. Важан су извор података за проучавање генезе становништва овог села.

## Накучани
Село Накучани (Горњи Милановац) смештено је у централном делу општине Горњи Милановац. Граничи са селима Љутовница, Шилопај, Крива Река, Врнчани и Калиманићи. Село је разбијеног типа, подељено у четири дела: Церје, Триповац, Брдо и Светипоље (Цветипоље). Овуда води пут Горњи Милановац-Клатичево-Дићи, а некада је кроз село пролазила пруга уског колосека Београд-Сарајево.
Сеоска слава је Друге Тројице.
Средњовековно село је расељено. У турским дефтерима први пут се помиње 1528. године као село Накуче. Ново насељавање је започело од краја 18. века миграцијом становништва из Црне Горе, Старог Влаха, источне Србије и околних села.

### Сеоска гробља
Постоје три сеоска гробља – највеће и најстарије Зарића гробље и два мања на брду Триповац у близини пута који из Љутовнице води у Шилопај.

#### Зарића гробље
Представља значајну скупину старих надгробних споменика. У доњем делу гробља сачуван је већи број ниских надгробника, међу којима се издваја бели студенички крсташ деда Зарија из 1800. године. У средњем делу гробља доминирају стубови различитих облика и димензија, ликовног и текстуалног садржаја типичног за овај крај.